# Jean-Daniel Ndong Nzé
Jean-Daniel Ndong Nzé (ur. 24 stycznia 1970) – gaboński piłkarz występujący na pozycji pomocnika.

## Kariera klubowa
W swojej karierze Ndong Nzé występował między innymi w gabońskich zespołach Petrosport FC oraz FC 105 Libreville, a także w portugalskiej Vitórii Setúbal. W jej barwach rozegrał 5 spotkań w pierwszej lidze portugalskiej.

## Kariera reprezentacyjna
W reprezentacji Gabonu Ndong Nzé zadebiutował w 1992 roku. W 1994 roku znalazł się w drużynie na Puchar Narodów Afryki. Zagrał na nim w spotkaniach z Nigerią (0:3) i Egiptem (0:4), a Gabon odpadł z turnieju po fazie grupowej.
W 1996 roku ponownie został powołany do kadry na Puchar Narodów Afryki. Wystąpił na nim w meczu z Liberią (1:2), a Gabon zakończył turniej na ćwierćfinale.